# Мілфорд (переписна місцевість, Массачусетс)
Мілфорд (англ. Milford) — переписна місцевість (CDP) в США, в окрузі Вустер штату Массачусетс. Населення — 26 971 особа (2020).

## Географія
Мілфорд розташований за координатами 42°9′2″ пн. ш. 71°31′4″ зх. д. / 42.15056° пн. ш. 71.51778° зх. д. (42.150664, -71.517783).  За даними Бюро перепису населення США в 2010 році переписна місцевість мала площу 26,93 км², з яких 26,31 км² — суходіл та 0,62 км² — водойми.

## Демографія
Згідно з переписом 2010 року, у переписній місцевості мешкало 25 055 осіб у 9827 домогосподарствах у складі 6530 родин. Густота населення становила 930 осіб/км².  Було 10337 помешкань (384/км²).
Расовий склад населення:
| - 86,3 % — білих - 2,3 % — чорних або афроамериканців - 2,3 % — азіатів - 0,3 % — корінних американців - 5,8 % — осіб інших рас |

До двох чи більше рас належало 2,9 %. Частка іспаномовних становила 9,0 % від усіх жителів.
За віковим діапазоном населення розподілялося таким чином: 22,5 % — особи молодші 18 років, 64,3 % — особи у віці 18—64 років, 13,2 % — особи у віці 65 років та старші. Медіана віку мешканця становила 38,6 року. На 100 осіб жіночої статі у переписній місцевості припадало 98,8 чоловіків;  на 100 жінок у віці від 18 років та старших — 97,6 чоловіків також старших 18 років.
Середній дохід на одне домашнє господарство  становив 82 931 долар США (медіана — 65 163), а середній дохід на одну сім'ю — 95 125 доларів (медіана — 81 458). Медіана доходів становила 58 261 долар для чоловіків та 49 639 доларів для жінок. За межею бідності перебувало 12,1 % осіб, у тому числі 18,6 % дітей у віці до 18 років та 9,7 % осіб у віці 65 років та старших.
Цивільне працевлаштоване населення становило 13 426 осіб. Основні галузі зайнятості: освіта, охорона здоров'я та соціальна допомога — 20,7 %, науковці, спеціалісти, менеджери — 14,4 %, роздрібна торгівля — 12,4 %, виробництво — 11,5 %.